# Dolnji Vrh
Dolnji Vrh je naselje v Občini Šmartno pri Litiji.